# Acropimpla xantha
Acropimpla xantha là một loài tò vò trong họ Ichneumonidae.